# Dalibor av Kozojed
Dalibor av Kozojed, död 1498, var en böhmisk riddare.
Dalibor av Kozojed avrättades efter sin inblandning i ett upprorsförsök. Före sin död satt han fängslad i ett torn i borgen i Prag. Hans vistelse där har inspirerat till en rad folksägner. Dessa har i sin tur bland annat resulterat i en böhmisk dikt, och operan Dalibor av Bedřich Smetana. I Sverige har Hugo Gyllander skrivit en dikt om Dalibor av Kozojed.